# Enad Licina
Enad Licina (* 14. November 1979 in Novi Pazar, SFR Jugoslawien) ist ein serbischer Profiboxer.

## Boxkarriere
Enad Licina boxte als Amateur für Jugoslawien und war Viertelfinalist der Junioren-Weltmeisterschaften 1996. 1997 gewann er eine Bronzemedaille im Halbschwergewicht bei den Junioren-Europameisterschaften in Birmingham. Er war dabei im Halbfinale gegen Steffen Kretschmann ausgeschieden, nachdem er im Viertelfinale Alexander Powetkin besiegt hatte. Aufgrund des Kosovokrieges zog er nach Deutschland und boxte für den CSC Frankfurt in der Bundesliga.
Sein Profidebüt gab er am 2. April 2005 in Velten. Seine ersten vier Profikämpfe, von denen er letzteren gegen Aleksy Kuziemski verlor, bestritt er für den Hamburger Boxstall Universum Box-Promotion, ehe er von Sauerland Event unter Vertrag genommen wurde. Trainiert wurde er unter anderem von Karsten Röwer und Manfred Wolke.
Im Dezember 2007 besiegte er den Englischen Meister Rob Norton (Bilanz: 29-3) und wurde am 8. November 2008 IBF Intercontinental Champion im Cruisergewicht durch einen vorzeitigen Sieg gegen Otis Griffin (19-3). Anschließend verteidigte er den Titel gegen den Kolumbianer José Herrera (16-4) und den Mexikaner Ignacio Esparza (15-0). In seiner dritten Titelverteidigung, einem stallinternen Duell, verlor Licina einstimmig nach Punkten gegen Yoan Hernández (19-1).
Nach einer zehnmonatigen Ringpause gewann er 2010 zwei Kämpfe, darunter in einer IBF-Titelausscheidung gegen den US-Amerikaner Felix Cora (22-3). Daraufhin boxte er am 12. Februar 2011 in Mülheim an der Ruhr gegen Steve Cunningham (23-2) um den IBF-Weltmeistertitel im Cruisergewicht, verlor den Kampf aber einstimmig nach Punkten. Am 4. Februar 2012 verlor er auch den Kampf um die EBU-Europameisterschaft im Cruisergewicht gegen Alexander Alexejew (22-2).
Bis Juli 2016 bestritt er nur noch zehn Kämpfe, wobei er im Juni 2013 Marcel Zeller durch K. o. und im Februar 2016 Dražan Janjanin durch TKO besiegte und WBC Mediterranean Champion im Cruisergewicht wurde.

## Weiteres
Im Jahre 2010 schlüpfte er im Film Max Schmeling – Eine deutsche Legende in die Rolle von Jack Sharkey, der Schmeling im Jahre 1930 in gewisser Weise zum Weltmeistertitel verhalf.
2018 wurde Licina wegen Diebstahl, Körperverletzung, Widerstand, Bedrohung, Beleidigung und Verstoß gegen das Waffengesetz in Untersuchungshaft genommen.